# Mal Me Quer
Mal Me Quer é uma série de televisão brasileira de comédia produzida pela Warner Channel em coprodução com a Boutique Filmes. A primeira temporada estreou em 7 de fevereiro de 2019 no canal pago.
Criada e escrita por Ana Reber, a série conta com a colaboração de Rodrigo Castillo, Flávia Boggio, Marcelo Montenegro, Pedro Riera, Henrique Szolnoki e Fernanda D'Umbra. A direção geral é de Ian SBF, sendo assumida por Luís Pinheiro a partir da segunda temporada.
Conta com Felipe Abib e Júlia Rabello nos papéis principais.

## Sinopse
Depois que Marcel (Felipe Abib), um agente de viagens, vai à falência por causa de seu parceiro de negócios, ele e sua esposa Olivia (Júlia Rabello) tramam um plano insano e arriscado. Os dois decidem que a única maneira de não perderem todas as propriedades que têm é entrar na justiça com um pedido de divórcio. Enquanto precisam fazer de tudo para manter essa farsa, acabam descobrindo motivos reais para se separarem.

## Elenco
| Ator/Atriz       | Personagem     | Temporadas | Temporadas | Temporadas |
| Ator/Atriz       | Personagem     | 1ª (2019)  | 2ª (2025)  | 3ª (2025)  |
| ---------------- | -------------- | ---------- | ---------- | ---------- |
| Júlia Rabello    | Olivia         |            |            |            |
| Felipe Abib      | Marcel         |            |            |            |
| Lipe Volpato     | JP             |            |            |            |
| Klara Castanho   | Manuela        |            | —          | —          |
| Giulia Benite    | Manuela        | —          |            |            |
| Chiara Scalett   | Bruna          |            | —          | —          |
| Duda Galvão      | Bruna          | —          |            |            |
| Samuel de Assis  | Arthur Ferrari |            | —          | —          |
| Cristiane Wersom | Zélia          |            | —          | —          |

## Episódios
| N.º | Título                           | Dirigido por | Escrito por                  | Lançamento              |
| --- | -------------------------------- | ------------ | ---------------------------- | ----------------------- |
| 1 | "O que Pode Dar Errado?"         | Ian SBF      | Ana Reber e Rodrigo Castillo | 7 de fevereiro de 2019  |
| Marcel e Olívia decidem se divorciar para tentar salvar seus bens de uma falência. Para que ninguém perceba que a separação é uma farsa, o divórcio tem que ser litigioso e eles precisam encontrar motivos falsos para justificarem a separação. Ao fazerem isso, uma série de motivos reais aparecem e, por causa de um divórcio de mentira, eles começam a brigar de verdade. Enquanto isso, Manu, JP e Bruna, ficam sabendo que o pai vai sair de casa e disputam para ver quem vai ficar com o escritório. |                                  |              |                              |                         |
| 2 | "É Falso, mas É Divórcio"        | Ian SBF      | Ana Reber e Rodrigo Castillo | 14 de fevereiro de 2019 |
| Olívia e Marcel ficam estremecidos pelas brigas que começaram a surgir por causa do divórcio falso. O casal se dá conta de que tem a oportunidade de aproveitar o caso para fazer diversas coisas que não podiam quando estavam casados. Eles se jogam na vida de solteiro e começam a gostar mais do que esperavam. Com o pai e a mãe fora de casa curtindo a balada, Manuela se vê obrigada a cuidar dos irmãos.                                                                                              |                                  |              |                              |                         |
| 3 | "Bem Me Quer"                    | Ian SBF      | Ana Reber e Rodrigo Castillo | 21 de fevereiro de 2019 |
| Marcel e Olívia estão curtindo a vida de solteiros até que começam a sentir falta um do outro. No entanto, nenhum dos dois quer dar o braço a torcer. Enquanto isso, JP está decidido a conquistar o coração de uma colega de classe. Ele se utiliza da clássica desculpa de que precisa de ajuda para estudar para se aproximar da garota. Já Artur não tem a mesma sorte e leva mais um fora de Zélia. |                                  |              |                              |                         |
| 4 | "Amantes"                        | Ian SBF      | Ana Reber e Rodrigo Castillo | 28 de fevereiro de 2019 |
| Olívia e Marcel finalmente dão o braço a torcer e confessam que estão sentindo falta um do outro, então combinam de passar a noite juntos. Mas, como eles têm que fingir que estão separados, precisam se encontrar secretamente, como se fossem amantes. Porém, no meio do encontro, eles começam a suspeitar de que estejam sendo seguidos por alguém. Enquanto isso, Manuela continua responsável por cuidar dos irmãos. Ela protesta com a mãe quando se vê obrigada a levar Bruna para uma festa.          |                                  |              |                              |                         |
| 5 | "Alguma Coisa Tem que Ser Feita" | Ian SBF      | Ana Reber e Rodrigo Castillo | 7 de março de 2019      |
| Marcel e Olívia suspeitam que o banco para o qual estão devendo dinheiro colocou um detetive atrás deles para tentar provar que o divórcio é falso. Eles chegam à conclusão de que precisam gerar provas de que o divórcio é verdadeiro. Para isso, decidem que precisam ser vistos saindo com outras pessoas. Eles bolam então um plano cheio de regras sobre a noite em que vão fazer isso. Porém os dois não imaginam que as coisas vão fugir ao controle e que este plano trará sérias consequências.       |                                  |              |                              |                         |
| 6 | "Tudo a Perder"                  | Ian SBF      | Ana Reber e Rodrigo Castillo | 14 de março de 2019     |
| Achando que Olívia quebrou as regras e se encontrou com alguém diferente do que havia sido combinado, Marcel procura sua ex-namorada, de quem Olívia tem ciúmes. Apesar das investidas da garota, nada acontece e na mesma noite Marcel procura Olívia e resolve tirar satisfação; JP se junta a Bruna pra salvar Manuela de uma enrascada em que ela se meteu; Artur finalmente consegue sair com Zélia, mas a noite pela qual ele tanto esperou se mostra ainda mais inesquecível.                            |                                  |              |                              |                         |

## Produção
O projeto da série teve início em 2016, quando os criadores apresentaram o conceito da obra para um dos sócios da Boutique Filmes. “A Boutique sempre está em busca de novos projetos nos núcleos de ficção, não-ficção e infantil. Temos uma equipe dedicada e fazemos reuniões mensais para avaliar novos projetos”, relata. “No caso do Mal Me Quer, nós gostamos do conceito mas achamos que precisávamos do roteiro para poder vendê-lo para o canal e alocamos recursos próprios para esse desenvolvimento. Gravamos o piloto, apresentamos ao canal e eles financiaram a série a partir de recursos do artigo 3º da distribuidora Warner”.
As gravações da primeira temporada da série foram finalizadas em setembro de 2018, um mês após o seu início. As quatro semanas de filmagem foram realizadas em 13 locações diferentes em São Paulo; um trabalho que envolveu 370 pessoas direto e indiretamente. Sendo sua exibição programada para ocorrer de 7 de fevereiro de 2019, até 14 de março do mesmo ano.
Em agosto de 2023, a Warner anunciou que após 4 anos de sua estreia, a série seria renovada, com ambas as 2ª e 3ª temporada já estando em produção.